# Bärtige Winkerzikade

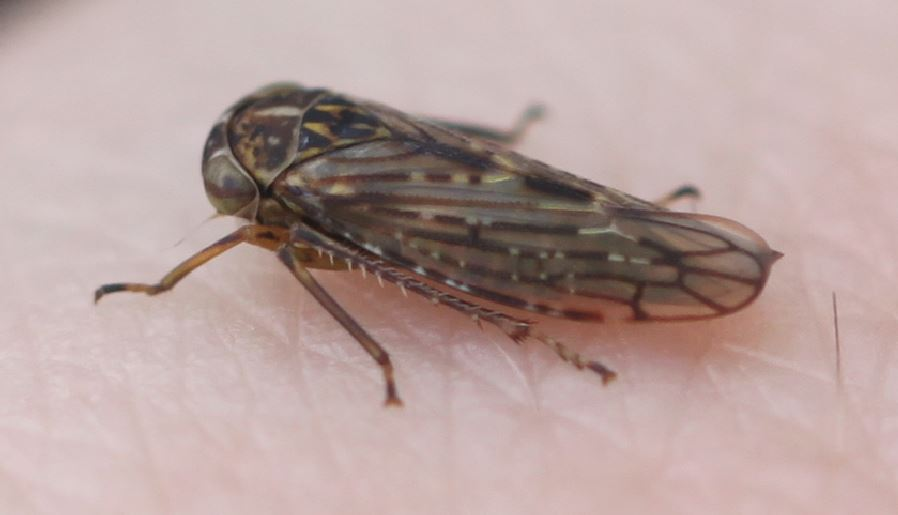
Idiocerus herrichii

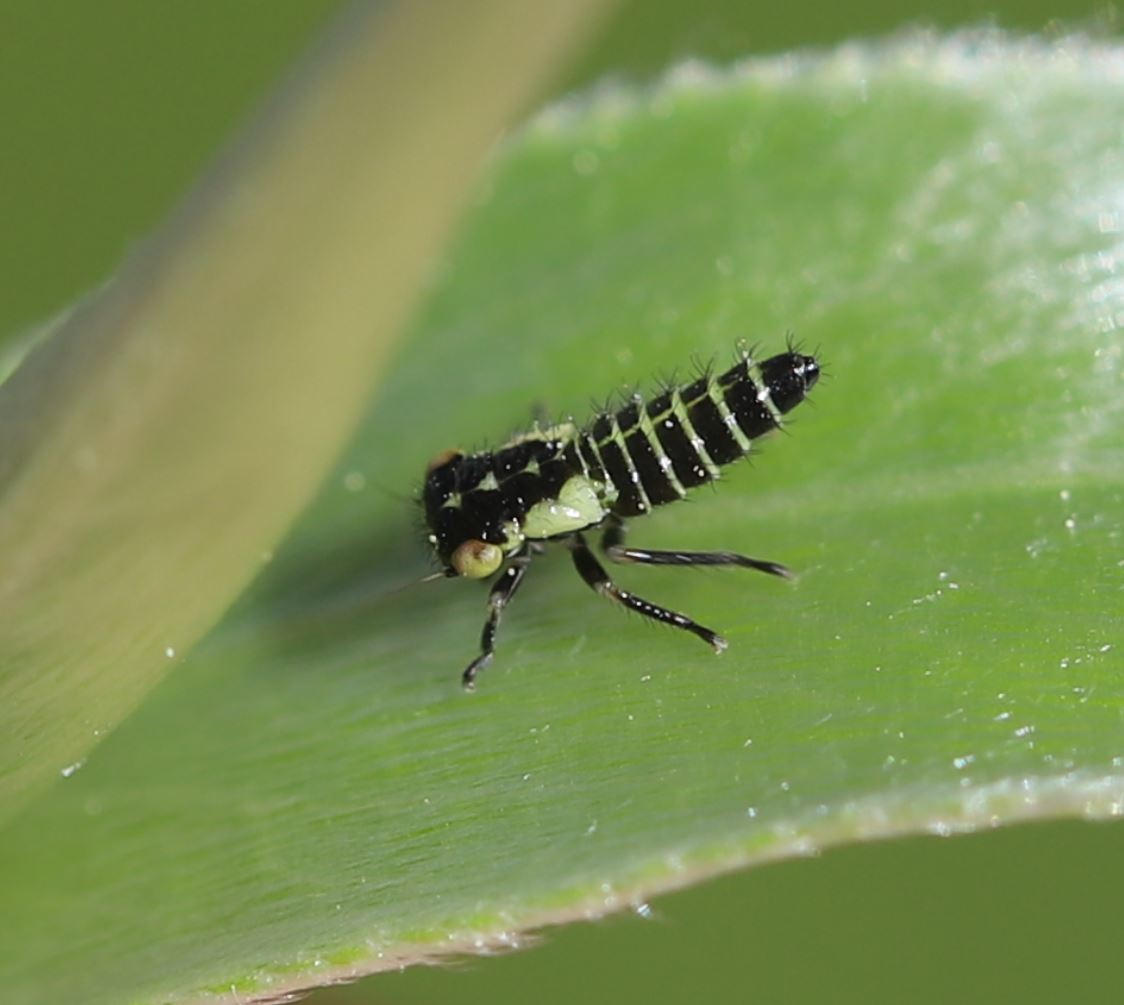
Nymphe

Die Bärtige Winkerzikade (Idiocerus herrichii) ist eine Zwergzikade aus der Unterfamilie der Winkerzikaden (Idiocerinae).

## Merkmale
Die braun-weiß-schwarz gemusterten Zikaden werden 6–6,2 mm lang. Die Flügeladern weisen ein schwarz-weiß-gelbes Farbmuster auf. Im Gesichtsfeld verläuft an der Innenseite der Facettenaugen jeweils ein heller Randstreifen. Weiterhin befindet sich auf der Stirn sowie über dem Halsschild mittig ein breiter heller Längsstreifen. Das Schildchen weist an der Basis drei dunkle dreiecksförmige Flecke sowie im hinteren Bereich einen hufeisenförmigen dunklen Fleck auf. Unter den Facettenaugen befindet sich jeweils ein Fühler. Die Männchen besitzen Fühlergeißeln. Außerdem befinden sich unterhalb der Facettenaugen kurze Härchen, wovon sich offenbar der deutsche Trivialname ableitet.

## Vorkommen
Idiocerus herrichii ist in Mitteleuropa weit verbreitet. Im Süden Englands kam die Art früher seltener vor als heute. Das Verbreitungsgebiet reicht im Norden bis nach Fennoskandinavien, im Westen bis nach Frankreich, im Süden bis nach Italien und Griechenland sowie im Osten bis in den Nahen Osten und in die östliche Paläarktis.

## Lebensweise
Idiocerus herrichii findet man an verschiedenen Weiden-Arten (Salix), insbesondere an Silber-Weide (Salix alba) und Bruch-Weide (Salix fragilis). Die Imagines einer Generation fliegen gewöhnlich von Anfang Juli bis Ende Mai des Folgejahres und überwintern.